# Belper Town FC
Belper Town Football Club is een Engelse voetbalclub uit Belper, Derbyshire. De club komt uit in de NPL Division One South van de Northern Premier League en speelt haar thuiswedstrijden op Christchurch Meadow. De club draagt de bijnaam The Nailers.
In 2003 werd voor ruim £200.000 een tribune met 500 zitplaatsen gebouwd.
De meeste toeschouwers kwamen in 1951 voor een wedstrijd tegen Ilkeston: 3.600.